# Alive a live
Alive a live（アライブアライブ）とは演劇ごはん®の以前の名称。商標登録されている事業。2015年に小濱晋を中心に結成され、お芝居を通し舞台でお客様に感じていただくライブ感・ワクワク感と命あるものを食べて生きるという食べることによるライブ感・ワクワク感を同時に提供するエンターテイメント。食事がより楽しく、美味しくなるエンターテイメント。キャッチコピーが「おいしいお芝居めしあがれ！」。現在は(株)Alaveが運営している。

## 略歴
2015年に小濱晋を中心に結成される。
- 2015年12月　神田の自然食レストラン「NaTuLa」にて「隣のテーブルのふたり」
- 2016年1月　神田の自然食レストラン「NaTuLa」にて「隣のテーブルのふたり」
- 2016年4月　神田の自然食レストラン「NaTuLa」にて「隣のテーブルのふたり～もういちど～」
- 2016年5月　神田の自然食レストラン「NaTuLa」にて「隣のテーブルのふたり～もういちど～」
- 2016年8月　稲庭干饂飩 佐藤養助 日比谷店にて「うどん、なう」
- 2017年1月　高田馬場カーポラヴォーロにて「季節はずれの幽霊レストラン」
- 2017年4月　南青山野菜基地にて「彼女がお店を去る時に」
- 2017年7月　駒込ナーリッシュ　カフェ＆バルにて「食レポの王様」[3]　うち1日はナオライ(株)[4]様による共同企画で貸切[5][6]
- 2017年10月　マッシモッタヴィオにて「隣のテーブルのふたり」[7]
- 2018年1月　南青山野菜基地にて「彼女がお店を去る時に」
- 2018年10月  高田馬場カーポラヴォーロ・駒込ナーリッシュにて 初の2店舗同時開催『奇跡の野菜の演劇ごはん』[8][9]
- 観客と舞台の垣根を取り去り、食べ比べやストーリーの分岐なども盛り込み、素材や製法に思いを強く持つ飲食店でのエンターテイメントを企画している。

## 主な出演俳優
- 小濱晋
- やずむつみ
- 笠野哲平
- 中村英香
- 木村文香
- 柳田幸則
- 日中泰景
- 宮本京佳
- 轟もよ子
- 土屋雄
- 小松原里美
- 新行内啓太
- 小舘絵梨
- 猿渡亮太
- 布袋田雅代
- 咲田夏美
- 信原久美子

## 主な演出家
- 遠藤隆之介
- 一宮周平
- 浅野泰徳

## 主な脚本家
- 佐藤史久
- 吉岡克眞
- 竹田哲士
- 柳井祥緒